# Where the Wild Things Are
A Where the wild things are Steve Vai koncertlemeze, mely 2009. szeptember 29-én jelent meg. Az anyag Steve Favored Nations Records kiadójánál jelent meg. A felvétel a Minneapolisban található State Theatre-ben került rögzítésre, Vai Sound Theories turnéja alkalmából. A felvételek új dalokat is tartalmaznak, de néhány korábbi dal is új hangszerelésben szólal meg. Steve Vai mellett Dave Weiner (gitár/szitár), Bryan Beller (basszusgitár), Jeremy Colson (dob), Alex DePue (hegedű), Ann Marie Calhoun (hegedű) és Zack Wiesinger (lap steel) állt színpadra. A 77 perces CD mellett megjelent egy DVD változat is, több mint 2 és fél órányi játékidővel, 27 dallal, stereo és 5.1-es hanggal egyaránt. A DVD bónuszai között színpad mögötti jelenetek találhatóak.
Akik a DVD+CD csomagot vásárolták meg, illetve a Blu-Ray változat első 400 darabjából rendeltek, azok egy kóddal lettek gazdagabbak, ami segítségével letölthették tömörített MP3 vagy WAV formátumban a Where The Other Wild Things Are című koncertfelvételt. Ezen olyan dalok szerepeltek, melyek csak a DVD-n kaptak helyet.

## CD
A dalokat Steve Vai írta.
1. Paint Me Your Face*
2. Now We Run
3. Oooo
4. Building The Church
5. Tender Surrender
6. Band Intros*
7. Fire Wall
8. Freak Show Excess
9. Die To Live
10. All About Eve
11. Gary 7*
12. Treasure Island*
13. Angel Food
14. Taurus Bulba
15. Par Brahm*

* új dalok.

## DVD/Blu-Ray
1. Paint Me Your Face
2. Now We Run
3. Oooo
4. Building The Church
5. Tender Surrender
6. Band Intros
7. Firewall
8. The Crying Machine
9. Shove The Sun Aside
10. I’m Becoming
11. Die To Live
12. Freak Show Excess
13. Apples In Paradise
14. All About Eve
15. Gary 7
16. Beastly Rap
17. Treasure Island
18. Angel Food
19. Earthquake Sky
20. The Audience Is Listening
21. The Murder
22. Juice
23. Whispering A Prayer
24. Taurus Bulba
25. Liberty
26. Answers
27. For The Love Of God

## Bónusz CD
1. The Crying Machine
2. The Audience Is Listening
3. The Murder
4. Juice
5. Whispering A Prayer
6. Apples In Paradise
7. I'm Becoming
8. Beastly Rap
9. Earthquake Sky
10. Liberty
11. Answers
12. For The Love Of God